# 土黃異味鰻鯰
土黃異味鰻鯰（学名：Oloplotosus luteus）為輻鰭魚綱鯰形目鰻鯰科的其中一種，分布於巴布亞紐幾內亞南部的淡水流域，體長可達15公分，為底棲性魚類，棲息在岩石底質、水流湍急的山區溪流，屬肉食性，生活習性不明。
其种加词“luteus”意为“土黄色的”。